# Płoskinia
Płoskinia (niem. Plasswich) – wieś w Polsce, położona w województwie warmińsko-mazurskim, w powiecie braniewskim, w gminie Płoskinia. 
Miejscowość jest siedzibą gminy Płoskinia.
W latach 1954-1972 wieś należała i była siedzibą władz gromady Płoskinia. W latach 1975–1998 wieś administracyjnie należała do województwa elbląskiego. Wieś znajduje się w historycznym regionie Warmia.

## Integralne części wsi
| SIMC    | Nazwa             | Rodzaj    |
| ------- | ----------------- | --------- |
| 0155464 | Płoskinia-Kolonia | część wsi |

## Historia
Wieś wzmiankowana była w 1301 roku jako Scolyten – nazwa pruska.
Wieś lokowana była w 1305 r. przez kapitułę warmińską na obszarze 82 włók. W XIV wieku powstał tu młyn wodny i karczma.
W roku 1583 kapituła przekazała młyn Mateuszowi Kostrzewie. W XVI wieku w Płoskini funkcjonowała szkoła parafialna. Wieś została zniszczona w czasie wojny polsko-szwedzkiej 1626-1629.
We wsi znajduje się plebania z drugiej połowy XVIII w., dwie kapliczki z XIX w., przystanek autobusowy, ośrodek zdrowia, apteka oraz urząd pocztowy.

## Kościół
Gotycki kościół parafialny pw. św. Katarzyny wybudowano w latach 1340–1360, wieża dobudowana w 1380, prezbiterium przebudowane w 1654 r. ołtarz główny z 1721 r. Świątynia była regotyzowana w 1881-1883. Potężna wieża posiada dach osłonięty szczytami, całą jej długość przecinają blendy. W kościele zachowała się polichromia na stropie i ścianie tęczowej ze sceną Sądu Ostatecznego z XVII w. Ambona manierystyczna z połowy XVIII w. W kościele znajduje się niezwykle cenny zespół witraży. Witraże prezbiterium stanowią pierwszą potwierdzoną realizację warsztatu Josefa Marii Machhausena (1849-1894) z Koblencji w Prusach Wschodnich (korespondencja z kapitułą fromborską zaczyna się dopiero w 1886 roku). Mając na uwadze fakt krótkiej działalności artysty w ogóle (22 lata). Od przejęcia po ojcu warsztatu w 1872 roku do jego przedwczesnej śmierci w roku 1894. Witraże z Płoskini są szczególnie cenne. Teren kościoła otacza renesansowy murek z początku XVII w.

## Demografia
W roku 1783 we wsi były 44 domy.
Liczba mieszkańców Płoskini kształtowała się następująco: w roku 1818 – 371 osób, w 1939 – 670, w 1999 – 734.